# Tomasz Kocki
Tomasz Kocki – polski lekarz internista, farmakolog, wykładowca Uniwersytetu Medycznego w Lublinie. 

## Życiorys
Pracę doktorską Wpływ aminokwasów pobudzających na syntezę kwasu kynureninowego w korze mózgowej szczura in vitro obronił pod kierunkiem prof. Waldemara Turskiego. Habilitował się na podstawie rozprawy Nowe aspekty regulacji kwasu kynureninowego w ośrodkowym układzie nerwowym. Uzyskał specjalizację z chorób wewnętrznych, medycyny rodzinnej i farmakologii klinicznej.

## Działalność naukowa
Współautor ponad 70 prac z listy filadelfijskiej o łącznym IF ponad 180 Jest przewodniczącym Zarządu Głównego Polskiego Towarzystwa Farmakologicznego.